# Маврина, Юлия Сергеевна
Юлия Сергеевна Маврина (род. 10 сентября 1984 года, Феодосия, УССР, СССР) — российская актриса театра, кино и телевидения.

## Биография

### Ранние годы
Родилась 10 сентября 1984 года в Феодосии в семье военнослужащего Сергея Александровича Маврина. Мать, Лариса Петровна Маврина, по образованию учитель физики; её увлечение театром берёт своё начало в раннем детстве.
В начале 1990-х годов Юлия Маврина вместе с партнёром[уточнить] по студии драматического искусства выступила в Москве, в телепрограмме «Утренняя звезда». В 1997 году вместе с матерью переехала в Санкт-Петербург. Во время учёбы в школе начала заниматься актёрским искусством в Музыкально-Эстрадном театре-студии «Розыгрыш» Аничкова дворца (1997).
В 1999 году, в возрасте 15 лет, не имея аттестата об окончании школы (окончила позднее, экстерном), Юлия поступила на факультет драматического искусства Санкт-Петербургской театральной академии (курс Г. Барышевой). Чрезвычайно одарённая музыкально, она считалась примой на своём курсе. Сыграла главную роль в дипломном спектакле «Мадемуазель Нитуш».

### Карьера
В 2002 году дебютировала в кино, сыграв главную роль Ольги в фильме «Письма к Эльзе». Режиссёр вначале на роль планировал актрису Марину Александрову, однако:

А потом увидел Юлию Маврину. Девочка в 16 лет уже училась на третьем курсе театрального, прекрасно танцевала, играла на нескольких музыкальных инструментах. И я понял, что моя героиня должна быть именно такой.— режиссёр  Игорь Масленников
Однако первый успех пришёл к Юлии после того, когда в новогоднюю ночь вышел в эфир мюзикл «Золушка», где она сыграла главную роль. Режиссёр Семён Горов долго выбирал главную героиню из внушительного количества претенденток, но остановил свой выбор на никому не известной студентке из Питера. Когда Юлия приехала в Киев на кинопробы, она с удивлением для себя узнала, что уже утверждена на роль. Она вспоминала:

Для меня это было шоком, я даже не сразу смогла поверить в реальность происходящего.
После этого успеха молодой актрисой заинтересовались и другие режиссёры. Виталий Мельников пригласил Юлию на роль Анны Лопухиной в исторической картине «Бедный, бедный Павел» за которую актриса удостоена приза за лучшую женскую роль второго плана на кинофестивале «Листопад», затем последовала работа в популярном сериале «Убойная сила-6» — в серии «Братство по оружию» она исполнила роль девушки по имени Hиколь.

### Личная жизнь
- Первый муж — дирижёр Святослав Лютер (покончил с собой в 2016 г.). Их дочь — Алиса (род. 2005)[источник не указан 820 дней].
- Второй муж — актёр Никита Зверев. Они познакомились на съёмках «Территории красоты» в 2009 году, позже поженились. В 2011 году они развелись[3].

## Фильмография
| Год  |    | Название                   | Роль                     |
| ---- | -- | -------------------------- | ------------------------ |
| 2002 | ф  | Письма к Эльзе             | Ольга                    |
| 2002 | тф | Золушка                    | Золушка                  |
| 2003 | ф  | Бедный, бедный Павел       | Анна Лопухина            |
| 2005 | с  | Убойная сила 6             | Николь                   |
| 2006 | ф  | Короткое дыхание           | Ирина Моторина           |
| 2006 | ф  | Игра в шиндай              | Мария                    |
| 2006 | ф  | Город без солнца           | наркоманка Люси          |
| 2007 | с  | Дочки-матери               | Лиля Субботина           |
| 2007 | ф  | Лабиринт любви             | Светлана Литвинова       |
| 2008 | с  | Две судьбы. Новая жизнь    | Лёля                     |
| 2008 | ф  | Кровные узы                | Марина                   |
| 2008 | тф | Дочка                      | Маша Балашова            |
| 2009 | ф  | Летит                      | Матильда                 |
| 2009 | с  | Территория красоты         | Екатерина Хатка          |
| 2011 | с  | На солнечной стороне улицы | Вера                     |
| 2012 | ф  | Любовь на два полюса       | Вероника                 |
| 2013 | ф  | Жизнь после жизни (фильм)  | Маша                     |
| 2013 | тф | Фото на документы          | Аня                      |
| 2015 | ф  | Арвентур                   | Имя персонажа не указано |
| 2016 | тф | Всем всего хорошего        | Марина                   |
| 2017 | с  | Sпарта                     | Инга, подруга Истоминой  |
| 2019 | с  | Ирония любви               | Юля                      |

## Призы и награды
- * 2003 — Кинофестиваль «Листопад» за лучшую женскую роль второго плана (фильм («Бедный, бедный Павел»)[4].

## СМИ об актрисе
- Юлия Маврина: «Больше всего на свете я люблю полный зал и аплодисменты» // Газета «День», 3 января 2003
- Юлия Маврина. Дочки-матери // 7 Дней, 11 мая 2011
- Юлия Маврина: «В сериале я не играю, а живу!» // Московский Комсомолец, 18 мая 2007
- Юлия Маврина: «У меня много общего с моей героиней из сериала „Дочки-матери“» // WomanHit, 23 мая 2007
- Самоубийство второго мужа, 10 лет в разлуке с дочерью: актриса Юлия Марвина живет отшельницей // Комсомольская правда, 19 июня 2022
- Звезда сериалов Юлия Маврина сбежала в глухую деревню и стала гадалкой // НТВ, 5 сентября 2022